# Obchodní závod
Obchodní závod (dříve označovaný jako podnik) je v českém právním řádu definován jako organizovaný soubor jmění, který podnikatel vytvořil a který z jeho vůle slouží k provozování jeho činnosti. Jedná se tedy o věc v právním smyslu, a jde proto o předmět a nikoliv o subjekt práva. Závod patří podnikateli a má jednotné účelové určení – nejčastěji mu slouží k provozu jeho podnikání (původně byl podnik výslovně definován jako „soubor hmotných, jakož i osobních a nehmotných složek podnikání“). Kromě klasického obchodního závodu rozlišuje český právní řád ještě jeho zvláštní formu – tzv. rodinný závod, který má určitá specifika pramenící z odlišných podmínek, za kterých je vytvářen.

## Charakteristika obchodního závodu
Důležitou skutečností je, že zákon definuje závod jako soubor jmění a ne soubor majetku. Mezi těmito dvěma pojmy je zásadní rozdíl, který má poměrně závažné důsledky. Jmění totiž zahrnuje jak zisk, tak i záporné majetkové hodnoty. Součástí závodu jsou tak vždy i dluhy podnikatele. Právní řád konstruuje závod jako samostatnou hromadnou věc. Smyslem takové úpravy je umožnit snazší dispozice se závodem jako celkem, aniž by bylo nutné ve smlouvě konkrétně vyjmenovávat všechny jednotlivosti, které jsou součástí závodu. Navíc na základě vyvratitelné právní domněnky je jeho součástí vše, co zpravidla slouží k jeho provozu. Není však vždy nutné disponovat se závodem jako s celkem, naopak je možné převádět samostatně i věci, které jsou jinak součástí závodu.
Protože obchodní firma (název) podnikatele obvykle označuje celý jeho závod, v obecném povědomí je slovo „závod“, resp. stále spíše „podnik“ vnímáno jako označení samostatného podnikatelského subjektu. V tomto ohledu je podnik společenstvím lidí a prostředků spojených za účelem zabezpečování různých činností, jejichž cílem je zajištění vlastního prospěchu. Podnik vstupuje na trh a zabezpečuje pro jiné ekonomické subjekty (rodiny, jiné podniky) různé výkony (zboží nebo služby) za účelem dosažení zisku. Ačkoli podle svého právního vymezení tedy není jakožto hromadná věc samostatným subjektem práva, na základě uvedené sociálně pojaté samostatnosti může být podnik ztotožňován s obchodními společnostmi (v. o. s., k. s., s. r. o., a. s.) a družstvy, příp. se subjekty zřízenými podle zvláštních právních předpisů (např. státní podniky). Projevem tohoto chápání podniku je také jeho ekonomická základna, neboť na svoji činnost si musí vydělat (výnosy musí pokrýt náklady), a organizační struktura, o které sám rozhoduje – dělí se na organizační útvary (ředitelství, ekonomický úsek, dělnický úsek…).

## Odštěpný závod
Část obchodního závodu, která vykazuje hospodářskou a funkční samostatnost a o které tak podnikatel rozhodl, je jeho pobočkou. Jestliže ji podnikatel zapíše do obchodního rejstříku, jde o odštěpný závod (při jeho provozování se užívá firma s dodatkem, že jde o odštěpný závod). Odštěpným závodem je i jiná, třeba relativně nesamostatná organizační složka, jestliže ale její zápis do obchodního rejstříku vyžaduje zvláštní zákon. Vedoucí odštěpného závodu je pak oprávněn zastupovat podnikatele ve všech záležitostech týkajících se odštěpného závodu.
Naproti tomu provozovna je pouze prostorem, ve kterém je podnik provozován, ačkoli bývá také označena firmou, případně i s rozlišujícím dodatkem.

## Koupě závodu
Na smlouvu o koupi závodu se uplatní nejen zvláštní ustanovení občanského zákoníku, ale podpůrně také obecná ustanovení o kupní smlouvě. Jedná se dvoustranný, konsenzuální, úplatný a rovný kontrakt. Mezi pojmové znaky smlouvy se řadí povinnost prodávajícího odevzdat kupujícímu závod a umožnit mu nabýt k němu vlastnické právo. Na druhé straně je pak závazek kupujícího závod převzít a zaplatit dohodnutou kupní cenu. Pro smlouvu není obligatorně dána písemná forma, ačkoliv v praxi se s ní lze jistě setkat nejčastěji, neboť ústní forma je pro případ budoucího sporu problematická na dokazování. Koupí nabývá kupující vše, co k závodu náleží. Ve zvláštním režimu se však nachází práva duševního vlastnictví. Zákon totiž výslovně zakazuje převést prodejem závodu právo vyplývající z průmyslového nebo jiného duševního vlastnictví, u něhož to vylučuje smlouva, na základě které bylo toto právo poskytnuto, nebo to vylučuje samotná povaha takového práva. Na základě právní domněnky se má za to, že kupní cena je ujednána na základě údajů v účetních záznamech a ve smlouvě ke dni jejího uzavření. Má-li však smlouva nabýt účinnosti až později, může se kupní cena změnit v závislosti na zvýšení či snížení jmění, ke kterému mezitím došlo. Vlastnické právo k závodu nabývá kupující již uzavřením smlouvy, nikoliv až faktickým předáním závodu. Výjimkou jsou pouze případy, kdy je kupující zapsán ve veřejném rejstříku (např. obchodní rejstřík). V těchto případech vlastnické právo kupující nabude až zveřejněním údaje, že došlo k uložení dokladu o koupi závodu do sbírky listin dotčeného veřejného rejstříku. Předáním závodu splní prodávající svou povinnost odevzdat předmět koupě. O předání se vyhotovuje zápis (předávací protokol). Kupující je povinen upozornit na vady závodu, neučiní-li tak, může proti němu prodávající uplatnit příslušná pravidla o náhradě škody.

## Pacht závodu
Podobně i pacht se bude přednostně řídit zvláštními ustanovení o pachtu závodu, ale podpůrně se užijí i obecná ustanovení o pachtu. Strany smlouvy jsou propachtovatel a pachtýř, kteří mají vzájemná práva a povinnosti. Propachtovateli přísluší povinnost přenechat pachtýři závod a umožnit mu jeho dočasné užívání a požívání. Povinností pachtýře je zaplatit sjednané pachtovné nebo poskytovat část z výnosu. Základní rozdíl mezi pachtem a koupí spočívá v tom, že pachtýř není vlastníkem závodu, ale získává jen dočasné právo závod užívat a požívat jeho plody. Pacht je možné sjednat na dobu určitou i neurčitou, vždy ale platí, že po ukončení pachtu je pachtýř povinen vrátit závod se všemi jeho součástmi propachtovateli. Tím se rozumí i všichni případní zaměstnanci nebo dluhy, které jsou se závodem spojeny. To však neplatí jedná-li se o dluhy, o jejichž existenci propachtovatel nevěděl.